# 고스고역
고스고역(일본어: 越河駅)은 일본 미야기현 시로이시시에 있는 동일본 여객철도 도호쿠 본선의 역이다. 단선 · 섬식의 형태를 합친 복합 구조의 철도 역사이다.

## 타는 곳
| 1 | ■ 도호쿠 본선 | (상행) | 후쿠시마 · 고리야마 방면          |
| 2 | ■ 도호쿠 본선 | (상행) | 후쿠시마 · 고리야마 방면          |
| 2 | ■ 도호쿠 본선 | (하행) | 시로이시 · 이와누마 · 센다이 방면 |
| 3 | ■ 도호쿠 본선 | (하행) | 시로이시 · 이와누마 · 센다이 방면 |

## 역 주변
- 국도 제4호선

## 인접 정차역
| 도호쿠 본선          | 도호쿠 본선   | 도호쿠 본선          |
| -------------------- | ------------- | -------------------- |
| 가이다 후쿠시마 방면 | ■ 도호쿠 본선 | 시로이시 센다이 방면 |